# Attapeu
Attapeu, nota anche come Attopu o Attapu (in lao ອັດຕະປື), è una città del Laos di 19 200 abitanti (al 2005), capoluogo dell'omonima provincia posta all'estremo sud del Paese. La cittadina era servita dall'Aeroporto internazionale di Attapeu, che è stato chiuso ai voli civili e rivertito a militare, per la scarsa affluenza di passeggeri.